# Данвалле-ле-Коломб
Данвалле́-ле-Коло́мб (фр. Dampvalley-lès-Colombe) — коммуна во Франции, находится в регионе Франш-Конте. Департамент — Верхняя Сона. Входит в состав кантона Норуа-ле-Бур. Округ коммуны — Везуль.
Код INSEE коммуны — 70199.

## География
Коммуна расположена приблизительно в 320 км к юго-востоку от Парижа, в 50 км севернее Безансона, в 7 км к востоку от Везуля.
По территории коммуны протекает река Колонбина.

## Население
Население коммуны на 2010 год составляло 112 человек.
| 1962 | 1968 | 1975 | 1982 | 1990 | 1999 | 2010 |
| ---- | ---- | ---- | ---- | ---- | ---- | ---- |
| 59   | 58   | 68   | 110  | 131  | 112  | 112  |

## Экономика

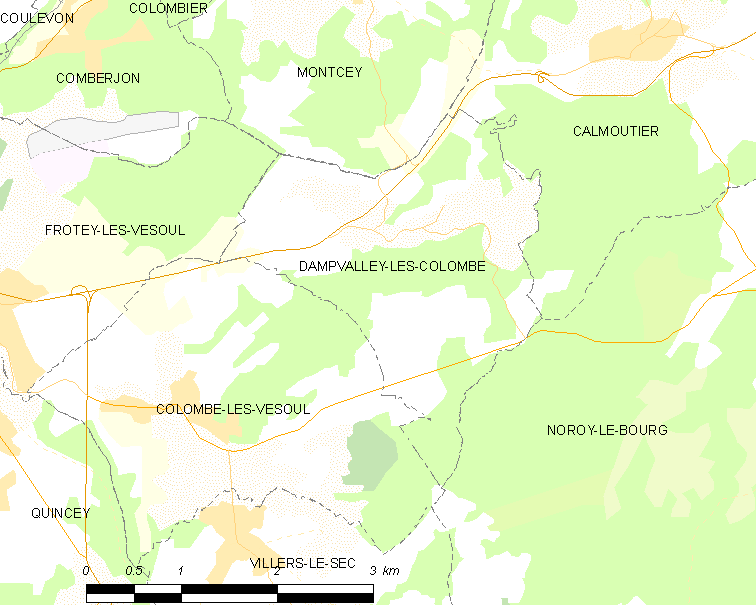
Карта коммуны

В 2010 году среди 77 человек трудоспособного возраста (15—64 лет) 59 были экономически активными, 18 — неактивными (показатель активности — 76,6 %, в 1999 году было 70,8 %). Из 59 активных жителей работали 58 человек (34 мужчины и 24 женщины), безработным был 1 мужчина. Среди 18 неактивных 3 человека были учениками или студентами, 5 — пенсионерами, 10 были неактивными по другим причинам.